# Жак Атали
Жак Атали (фр. Jacques Attali; Алжир, 1. новембар 1943) француски је економиста, политички теоретичар, писац и филозоф, професор и бивши високи функционер у француској државној администрацији.
Некадашњи саветник Франсоаа Митерана, затим оснивач и први председник Европске банке за обнову и развој, тренутно је на челу непрофитне организације Планет фајнанс (PlaNet Finance) за борбу против сиромаштва кроз развој микрофинансирања.
Написао је педесетак књига и мањих есеја, међу којима су на српски преведени Бука: оглед о политичкој економији музике (2007), Криза, а после? (2010) и Кратка историја будућности (2010).
У гласању које су 2008. организовали амерички часопис Спољна политика (Foreign Policy) и британски часопис Проспект (Prospect) ушао је у избор 100 најутицајнијих светских интелектуалаца данашњице.

## Биографија
Жак Атали је рођен 1. новембра 1943. у јеврејској породици у граду Алжиру. Након почетка рата у Алжиру, породица се 1956. године сели у Париз.
У Паризу Жак са својим братом близанцем Бернаром похађа Гимназију Жансон-де-Саји (Lycée Janson-de-Sailly), највећу јавну гимназију у Паризу, смештену у богатом 16. арондисману. Потом се уписује на врло престижну париску Политехничку школу (École polytechnique), на којој је дипломирао 1966. као студент генерације. Затим је докторирао економију и такође дипломирао на Институту за политичке науке и француској Националној школи за администрацију.
1970. постаје члан Државног савета Француске и објављује прве две књиге. Предаје економију на Универзитету Париз-Дофин (Université Paris-Dauphine), париској Политехничкој школи и француској Националној школи за мостове и путеве (École nationale des ponts et chaussées). 1979. учествује у оснивању међународне невладине организације Акција против глади (Action agains hunger / Action contre la faim).
Митерана први пут среће 1968. године, а тесну сарадњу започињу 1973. Када Митеран бива изабран 1981. године за председника Француске, за свог специјалног саветника именује Жака Аталија, који ће га између осталог представљати на самитима тадашње Г7.
1984. покреће европски научни програм Еурека (Eurêka). 1989. покреће међународни програм помоћи против катастрофалних поплава у Бангладешу. 1990. напушта политику и учествује у оснивању Европске банке за обнову и развој и постаје њен први председник.
1998. оснива непрофитну организацију Планет фајнанс (PlaNet Finance), која је присутна у 60 земаља света, и која саветује и обучава 10.000 институција за микрофинансирање.

### Есеји
- Analyse économique de la vie politique, PUF, 1973
- Modèles politiques, PUF, 1974
- L'anti-économique — са Марком Гијомом (Marc Guillaume) —, PUF, 1975
  - Антиекономика (превела Бранислава Бујишић), Београд: Институт друштвених наука, Центар за економска истраживања, 1978
- La parole et l'outil, PUF, 1976
- Bruits, PUF, 1977
  - Бука: оглед о политичкој економији музике (превела Елеонора Прохић), Београд: Библиотека XX век: Књижара Круг, 2007
- La nouvelle économie française, Flammarion, 1978
- L'ordre cannibale, Grasset, 1979
  - Канибалски поредак: живот и смрт медицине (превео Радослав Путар), Загреб: Глобус, 1984
- Les trois mondes, Fayard, 1981
  - Три свијета (превео Маријан Ханжековић, поговор Франо Цетинић), Загреб: Глобус, 1984
- Histoires du temps, Fayard, 1982
- La figure de Frazer, Fayard, 1984
- Au propre et au figuré, Fayard, 1988
- Lignes d'horizon, Fayard, 1990
- 1492, Historique, Fayard, 1991
- Économie de l'apocalypse : Trafic et prolifération nucléaire, Fayard, 1994
- Chemins de sagesse, Fayard, 1996
- Mémoires de sabliers, Éditions de l'Amateur, 1997
- Le citoyen, les pouvoirs et dieu, Fayard, 1998
- Pour un modèle européen d'enseignement supérieur, Stock, 1998
- Dictionnaire du XXIe siècle, Fayard, 1998
- Fraternités : Une nouvelle utopie, Fayard, 1999
- Les Juifs, le monde et l'argent, Fayard, 2002
- L'Homme nomade, 2003
- La Voie humaine : Pour une nouvelle social-démocratie, Fayard, 2004
- Raison et Foi, BNF, 2004
- Portraits de micro entrepreneurs — са Мухамадом Јунусом (Muhammad Yunus) —, 2006
- L'Avenir du travail (група аутора), Fayard, 2007
- Amours — са Стефани Бонвисини (Stéphanie Bonvicini) —, Fayard, 2007
- 300 décisions pour changer la France, XO , 2008
- La crise, et après ?, Fayard, 2008
  - Криза, а после? (превела Елеонора Прохић), Хедоне, 2010
- Dictionnaire amoureux du Judaïsme, Plon-Fayard, 2009
- Le sens des choses, Éditions Robert Laffont, 2009
- Une brève histoire de l'avenir (поновљено издање), Fayard, 2009
  - Кратка историја будућности (превео Бојан Савић Остојић), Београд: Архипелаг, 2010
- Sept leçons de vie : Survivre aux crises, 2010
- Tous ruinés dans dix ans ? Dette publique : la dernière chance, Fayard, 2010
- Phares. 24 destins, Fayard, 2010
- Demain, qui gouvernera le monde ?, Fayard, 2011

### Романи
- La vie éternelle, Éditions Fayard, 1989
- Le premier jour après moi, Éditions Fayard, 1990
- Il viendra, Éditions Fayard, 1994
- Au-delà de nulle part, Éditions Fayard, 1997
- La femme du menteur, Éditions Fayard, 1999
- Nouv'elles, Éditions Fayard, 2002
- La Confrérie des Éveillés, Éditions Fayard, 2004
  - Братство будних (превела Елеонора Прохић), Београд: Хедоне, 2009

### Биографије
- Sigmund Warburg, un homme d'influence, Éditions Fayard, 1985
- Blaise Pascal ou le génie français, Éditions Fayard, 2000
- Karl Marx ou l'esprit du monde, Éditions Fayard, 2005
- Gândhî ou l'éveil des humiliés, Éditions Fayard, 2007